# Горни Романци
Горни Романци е село в Западна България. То се намира в община Брезник, област Перник.

## География
Село Горни Романци се намира в планински район. От южната страна на селото е разположена Завалската планина, възприемана от местните жители като продължение на Гребен, а от северната е местността Бърдо. Селото се състои от две махали горна и долна, като съответно те са разположени от южната и северната страна на възвишението Божа глава. Намира се на 6 km от Брезник. Всяка местност в околността има свое име, което я охарактеризира – Разкръсие, Църквище, Старо селеще, Средна падина, Циганка, Горна гърбина, Мачуга, например най-вероятно в местността Църквище преди векове е имало църква, която е била разрушена, но е оставила името на мястото. От тази местност в ясни дни има пряка видимост до 80 km и се виждат високите върхове на Рила.

## Редовни събития
През лятото се прави традиционен ежегоден събор на селото.

## Забележителности
- Войнишкият паметник

## Други
Най-известният род в селото е Джамбазки.